# Ty Simpkins
Ty Keegan Simpkins (Nueva York; 6 de agosto de 2001) es un actor estadounidense, fue el protagonista principal de Insidious y su secuela Insidious: Chapter 2 interpretando a Dalton Lambert. Luego, trabajó en Jurassic World, interpretando a Gray Mitchell.
Es conocido por interpretar a Harley Keener en el Universo cinematográfico de Marvel en las películas Iron Man 3 (2013) y Avengers: Endgame (2019).

## Biografía
Ty Simpkins nació en Nueva York el 6 de agosto de 2001. Sus padres son Stephen Simpkins y Monique Simpkins. Es el menor de tres hermanos, primero está su hermano David y luego su hermana Ryan, quien también es actriz. Actualmente reside con su familia en Los Ángeles, California.

## Carrera
Su primera aparición en la televisión fue cuando tenía tres semanas de edad en One Life to Live, donde tuvo el papel recurrente de John "Jack" Cramer. Luego, y gracias a su talento natural, logró un lugar en The Guiding Light, interpretando a Jude Cooper Bauen.
Desde entonces su temprana carrera como actor siguió en alza, apareciendo en muchos comerciales y anuncios impresos. Posteriormente aparecería en la serie de televisión Law and Order: Criminal Intent. Luego estuvo en la película de Steven Spielberg La guerra de los mundos. Su siguiente aparición fue en All the King's Men donde interpretó a la versión joven del personaje de Jude Law; lo que conduce a Simpkins a uno de sus papeles más notables interpretando a Aaron en la multipremiada Little Children. Luego apareció en la película Pride and Glory, en la que él y su hermana, Ryan Simpkins, actuaron como los hijos del personaje de Colin Farrell. Simpkins también participó en Gardens of the Night y después en Revolutionary Road, en la que nuevamente protagonizó junto a su hermana en la vida real, Ryan Simpkins. Acto seguido, firmó contrato para encarnar a Luke en la película de 2010 The Next Three Days.
Su más destacada participación fue en las películas de terror Insidious e Insidious: Chapter 2 como el protagonista principal, Dalton Lambert. En 2013 apareció junto a Robert Downey Jr. en la película Iron Man 3, como el compañero de Tony Stark, Harley Keener, quién también tiene una aparición al final de Avengers: End Game. 
Ty Simpkins ha firmado un contrato de tres películas con Marvel Studios en un papel no especificado. 
Su regreso a las pantallas fue en 2015 en la cinta Jurassic World, donde interpretó a Gray Mitchell junto a Nick Robinson como su hermano Zach Mitchell.

## Filmografía

### Cine
| Año  | Título                           | Director            | Rol             | Notas                                 |
| ---- | -------------------------------- | ------------------- | --------------- | ------------------------------------- |
| 2005 | War of the Worlds                | Steven Spielberg    | Niño de 3 años  |                                       |
| 2006 | Little Children                  | Todd Field          | Aaron Adamson   |                                       |
| 2008 | Gardens of the Night             | Damian Harris       | Dylan Whitehead |                                       |
| 2008 | Pride and Glory                  | Gavin O'Connor      | Mattew Egan     |                                       |
| 2008 | Revolutionary Road               | Sam Mendes          | Michael Wheeler |                                       |
| 2009 | Family of Four                   | John Suits          | Tommy Baker     |                                       |
| 2009 | Abracadabra                      | Julie Pacino        | Tucker          | Cortometraje                          |
| 2010 | Insidious                        | James Wan           | Dalton Lambert  |                                       |
| 2010 | The Next 3 Days                  | Paul Haggis         | Luke            |                                       |
| 2012 | Arcadia                          | Olivia Silver       | Nat             |                                       |
| 2012 | Extracted                        | Nir Paniry          | Joven Anthony   |                                       |
| 2013 | Iron Man 3                       | Shane Black         | Harley Keener   |                                       |
| 2013 | Insidious: Chapter 2             | James Wan           | Dalton Lambert  |                                       |
| 2015 | Hangman                          | Adam Mason          | Max             |                                       |
| 2015 | Meadowland                       | Reed Morano         | Adam            |                                       |
| 2015 | Jurassic World                   | Colin Trevorrow     | Gray Mitchell   |                                       |
| 2016 | The Nice Guys                    | Shane Black         | Bobby           |                                       |
| 2017 | Life Briefly                     | John Gaps III       | Brian Knapp     |                                       |
| 2019 | Avengers: Endgame                | Joe y Anthony Russo | Harley Keener   | Cameo Asiste al funeral de Tony Stark |
| 2022 | The Whale                        | Darren Aronofsky    | Thomas          |                                       |
| 2023 | Insidious: The Red Door          | Patrick Wilson      | Dalton Lambert  |                                       |
| 2023 | The Re-Education of Molly Singer | Andy Palmer         | Elliot          |                                       |

### Televisión
| Año  | Título                         | Rol                     | Notas                                |
| ---- | ------------------------------ | ----------------------- | ------------------------------------ |
| 2001 | One Life to Live               | Jonathan "Jack" Manning | 4 episodios                          |
| 2001 | The Guiding Light              | Jude Cooper Bauer       | 47 episodios (2001–2005)             |
| 2005 | Law & Order: Criminal Intent   | Jake Nikos              | Episodio: "Ex Stasis"                |
| 2008 | CSI: Crime Scene Investigation | Tyler Waldrip           | Episodio: "A Thousand Days on Earth" |
| 2008 | Private Practice               | Braden Tisch            | Episodio: "Past Tense"               |

### Videojuegos
| Año  | Título                 | Rol           | Notas |
| ---- | ---------------------- | ------------- | ----- |
| 2015 | Lego Jurassic World    | Gray Mitchell |       |
| 2015 | Lego Dimensions        | Gray Mitchell |       |
| 2016 | Lego Marvel Vengadores | Harley Keener |       |

## Premios y nominaciones
| Año  | Premio                   | Categoría                       | Trabajo nominado | Resultado |
| ---- | ------------------------ | ------------------------------- | ---------------- | --------- |
| 2014 | Premios Saturn           | Mejor actor infantil            | Iron Man 3       | Nominado  |
| 2015 | Young Entertainer Awards | Mejor actor infantil            | Jurassic World   | Nominado  |
| 2016 | Premios Young Artist     | Mejor actuación en una película | Jurassic World   | Nominado  |
| 2016 | Premios Saturn           | Mejor actor infantil            | Jurassic World   | Ganador   |